# 中川ひろたか
中川 ひろたか（なかがわ ひろたか、男性、1954年2月14日 - ）は日本の絵本ライター、シンガーソングライター。埼玉県大宮市出身。ソングブックカフェ所属。
制作楽曲2500曲以上、絵本販売630万部以上。

## 来歴
- 普門院幼稚園、大宮市立大成小学校、大宮市立大成中学校、埼玉県立春日部高等学校を卒業後、一浪を経て1973年に上智大学法学部へ入学するも1976年3月に3年次で退学[1]する。
- 1976年4月に千早子どもの家保育園で、保育士として活動を始める。当時の児童福祉法は保育に女性以外の従事を規定しておらず、書類上は用務員と扱われた[3]。1977年に法律が改正されて男性も保母の受験が可能となり[4]、中川は1977年10月に保母資格を取得[1][5]して日本で最初に保母資格を有した男性の一人となった。1981年3月に保育園を退職[6]する。
- 1979年7月に初の著作『あそびうたがいっぱい』（湯浅とんぼ、中川ひろたか、ばるん舎）[7]が、保育集会「合研」で知られる[8]。
- 1980年に松村伊都子と結婚し、引き出物として制作した『動物園に入れた動物と入れなかった動物たちのうた』（ばるん舎）を販売する。『おーいかばくん』（詞 中川いつこ、曲 中川ひろたか）収録。
- 1982年、『空とぶ遊び歌』（共著 福尾野歩、小学館）。
- 1983年、『ちびっこくらすのあそびうた』（共著 湯浅とんぼ、全社協）。
- 1986年、『カレンダーソング』（共著 湯浅とんぼ、全社協）。『みんなともだち』収録。
- 1987年、4月から雑誌『音楽広場』（クレヨンハウス）で新沢としひことの歌の連載が始まる。その年『世界中のこどもたちが』『誰かが星をみていた』『うさぎ野原のクリスマス』『はじめの一歩』『ともだちになるために』などの歌が生まれた。
- 1991年に『にじ』を発表した。新沢との連載は『音楽広場』『クーヨン』合わせて15年間で毎年楽譜集とCDを制作した。
- 1994年に「さつまのおいも」が『こどもちゃれんじ・ぽけっと』11月号に掲載されて絵本作家[9]として活動を始める。「さつまのおいも」は1995年6月に書籍化されて中川にとって初の書籍として刊行された絵本作品となり、発売2週間後に増刷し、3か月で1万5000部を販売した[10]。
- 作品は小学校の国語と音楽の教科書に採用されている[11][5]。『世界中のこどもたちが』（5年生・音楽　東京書籍）、『にじ』（高校3年生・音楽　教育芸術社）、『あいうえおのうた』（1年生こくご　光村図書出版）
- 2006年2月に神奈川県鎌倉市で絵本カフェ「Song Book Cafe」を開店し[5]、1000冊以上のセレクションから好きな絵本を読みながら喫茶できる。ウェブサイトで絵本を販売する。
- D1（だじゃれグランプリ）を2004年から開催[5]し、解説DVD『D1のすすめ』を配布している。
- A1（あそびうたグランプリ）を2009年から開催[5]。子供も子供を取り囲む大人たちも一緒になって歌って遊んで楽しめるオリジナルのあそび歌の日本一を決める、元気な大会。
- 2011年4月5日に東日本大震災復興支援として「みんなともだちプロジェクト」を始める[5]。
- 2011年にボードゲーム「カロム」の全国大会「C1（カロムグランプリ）」を主宰する。
- 新たに文章を書き下ろした電子絵本アプリ『中川ひろたか名作おはなし絵本』シリーズは、2012年11月に国内外で35万以上ダウンロード[12]された。

### 音楽活動
1979年10月にバンド「こどもあーず」（三輪まさかつ、桂牧と3人組）を結成して1980年2月9日に初コンサートを催すが、中川のソロ活動や三輪の死により自然消滅する。
1983年5月に初のカセット作品『あそびうたがいっぱい』（湯浅とんぼ＋中川ひろたか）をレコーディング。同年7月に発売。
1985年11月にユニット「ノボ&ピーマン」（福尾野歩と2人組）を結成。後述の「トラや帽子店」に発展的解消する。
1987年に福尾野歩、増田裕子(現ケロポンズ)とバンド「トラや帽子店」を結成し、バンド名は福尾の実家「トラヤ帽子店」から中川が提案した。1987年1月13日にかつしか学園で初ライブ。1988年7月に初のアルバム（カセット）『世界中のこどもたちが』（トラや帽子店＋新沢としひこ）を発売。1997年8月に『題名のない音楽会』に出演。1998年4月1日に仙台のコンサートを最後に休業を宣言し、活動を再開せずに2000年4月に解散した。休業までに開催したコンサートは1059回、発売した関連CDは28枚。
1991年に下畑薫とユニット「下中商会」を結成。して1月にライブを催す。
1999年に「Beat Bang Boys」を結成し、1999年2月14日にコンサートを催して12月にCD『コロガルニホンゴ』を発売して2000年9月に解散した。
2001年2月に渡辺茂 (ba)、菊池丈夫 (drm)、友成好宏 (p)、佐藤克彦 (G)、中川ひろたか (G.Vo) でバンド「Gel（ゲル）」を結成し、2001年10月にライブを催して2002年3月にアルバム『YEAH!』を発売した。
- 『マジスカ軽音楽同好会』を結成してアルバムを2枚発売した。

2009年に大友剛 (P.Vo)、野々歩 (Vo)、中川ひろたか (G.Vo) で新ユニットON'S（オンス）を結成し、2010年7月にアルバム『輪になって』を発売した。ジャズプレーヤーの岡淳と『モダンギャグカルテット・MGQ』を結成して2019年に『ジャズ・はじめの一歩』をキングレコードから発売した。
2012年に下畑薫と『下中商会』を復活し、ビートルズの邦題から新しい歌を作る企画でアルバムを4枚製作した。
2018年に左手中指を負傷してギターが弾けずにベースへ転向するも親子コンサートはできず、ピアニスト本田洋一郎と2人でライブを始める。若い頃にオールディーズバンドをやっていた本田と意気投合し、オールディーズを日本語に訳して歌うバンド『洋ちゃん・ひろちゃん』を結成して12月に小岩「ジョニーエンジェル」でライブを催す。
2019年に山野さと子と3人でライブを催してバンドを組む。バンド名『ヒネるズ』は本田が歌う『レッツツイストアゲイン』から。ヒネるズ名義『おーいかばくん』をキングレコードから発売した。

## 主な作品

### 絵本
- ないた（金の星社／絵・長新太）第10回日本絵本賞大賞受賞
- 「ピーマン村」シリーズ（童心社／絵・村上康成）
  - 「ピーマン村」は中川の愛称「ピーマン」と、村上の「村」[29]。
  - さつまのおいも
  - おおきくなるっていうことは
  - えんそくバス
  - みんなともだち
- 「だじゃれ」シリーズ（絵本館／絵・高畠純） - だじゃれどうぶつえん
- おこる（金の星社／絵・長谷川義史）
- ぼくはうちゅうじん（アリス館／絵・はたこうしろう）
- コップちゃん（ブロンズ新社／絵・100%オレンジ）
- わすれんぼうのサンタクロース（教育画劇／絵・中川貴雄）
- あくび（文溪堂／絵・飯野和好）
- ピンポーン（偕成社／絵・荒井良二）
- ワニのスワニー（講談社／絵・あべ弘士）他、多数。

### 自叙伝
- 中川ひろたかグラフィティ〜歌・子ども・絵本の25年（旬報社、絵・ささめやゆき、2003年）
- ピーマンBOX〜中川ひろたか博覧会（講談社）

### 楽曲

#### 作詞のみ
- 5つのメロンパン（原曲：イギリス民謡「Five Currant Buns」、1977年）
  - 中川が「子どもの遊び研究会」に参加していた当時、湯浅とんぼからElizabeth Matterson著"Games for the Very Young"を渡され、その中に収録されていた「Five Currant Buns」を日本語に訳したもの。原詞に登場するパンをメロンパンだと解釈して訳詞した。原詞に「メロンパン」は登場しない。後日、中川がイギリス人の英会話教師に「Five Currant Buns」の訳詞として「5つのメロンパン」を聴かせたところ「イギリスにはメロンパンはない」と言われたという。21世紀初頭現在、一般的に歌われているバージョンでは、歌の途中におばさんと子供の台詞が入るが、原曲には該当する台詞はなく、中川も作詞していないと述べている[30]。
- えらいこっちゃのおにぎりくん（作曲：藤井宏一） - NHK教育「いないいないばあっ!」採用。

#### 作曲のみ
- いっぽんばし にほんばし（作詞：湯浅とんぼ、1978年作曲[31]）
  - 口コミを経て歌詞が追加され、コンサートで観客から「歌詞が違う」と声が掛かる[32]。
- おーい かばくん（作詞：中川いつこ）
  - フジテレビ系列『ママとあそぼう!ピンポンパン』1981年4月の歌[33]。
  - 1989年に3番を追加して『ひらけ!ポンキッキ』に採用される[34]。
  - 2007年にCD付絵本として出版した[35]。
- おしりフリフリ（作詞：のぶみ）
  - NHK『おかあさんといっしょ』2005年1月の歌[36]。
- 世界中のこどもたちが（作詞：新沢としひこ、1987年）
  - 雑誌『月刊音楽広場』（現：『月刊クーヨン』、クレヨンハウス）1988年1月号の「今月の歌」として発表。トラや帽子店の1stアルバム『世界中のこどもたちが』に収録。1992年度に東京書籍小学5年音楽教科書に掲載され、他社の音楽教科書にも掲載される[37]。『ポンキッキーズ21』で歌われた。
- ともだちになるために（作詞：新沢としひこ、1987年）
- にじ（作詞：新沢としひこ）
  - 2011年、つるの剛士のミニアルバム『ちゅるのうた』に収録される。
  - 2019年、花王アタック CMソング。
  - 2020年、明治プロビオヨーグルトR-1CMソング。
- はじめの一歩（作詞：新沢としひこ、1987年）
- メロンにきいてもわからない（作詞：新沢としひこ）
  - 1990年10月、『ひらけ!ポンキッキ』に採用される[34]。
  - 1990年12月15日に、橘いずみ、ガチャピン、ムックのシングル「いっとうしょうたいそう2」のC/Wとして、増田裕子が歌ったバージョンがシングル発売された。
- パレード（作詞：新沢としひこ）
- みんなとあそぼ（作詞：谷口國博） 
  - 2005年、NHK『おかあさんといっしょ あそびだいすき!』で放送。
- 風の花束（作詞：中田有博）
- そらとぶくじら（作詞：わたなべもも）
  - 1996年にNHK『みんなのうた』で外山喜雄とデキシーセインツの歌が放送された[38]。

#### 作詞・作曲
- さかながはねて - 手あそび歌として幼稚園や保育園で歌われる[39]。2019年に絵本化され[40]、2019年第19回MOE絵本屋さん大賞・パパママ賞で5位[41]となる。
- みんなともだち
  - 『ひらけ!ポンキッキ』1989年3月の歌に採用され[34]、卒業や卒園式で用いられる[42]。
  - 1989年3月21日発売ムックのシングル「こんこんこんのこぎつねさん」で、C/Wとして山崎清介と砂川直人が歌ったバージョンをシングル発売。1998年に「ピーマン村」シリーズの一冊として絵本。
- たちねぶた音頭 - 絵本『たちねぶたくん』イメージソング。
- だじゃれだゾ〜 - NHK『おかあさんといっしょ』2008年2月の歌。

## CM
- 『酢付手巻のり』（浜乙女） - CMの作詞・作曲・歌・イラストを担当[43]。

## テレビ出演
- ワンツー・どん（NHK教育テレビ）
- ひらけ!ポンキッキ（フジテレビ系）
- ポンキッキーズ（フジテレビ系）
- 題名のない音楽会（テレビ朝日系）
- いっぽ!（テレビ東京系）
- 情熱大陸（TBS系）
- わんわんパッコロ!キャラともワールド（NHK BSプレミアム）

## ラジオ出演
- 中川ひろたかのあぶずりモーニング（湘南ビーチFM）
- 今日は一日"家族三世代NHKキッズソング"三昧2018（NHK-FMラジオ）

## 愛称
保育園であだ名が必要になり大学生時代に甥からつけられた「ピーナツ」を自称したが、園児から「ピーナツのあだ名」で「ピーマン」と称されて定着した。